# Лисячий (острів)
Ли́сячий (рос. Лисий остров) — невеликий острів у затоці Петра Великого Японського моря. Знаходиться за 530 м на схід від мису Павловського в затоці Находка. Адміністративно належить до Находкинського міського округу Приморського краю Росії.

## Географія
Острів має скелясті та стрімкі береги. Берегова смуга становить 4,2 км, але лише 1 км припадає на кам'янистий пляж на північному заході. Інші 3,2 км — це порізані скелі та обриви, найбільш високі на південному заході, на мисі Єржковича. Острів вкритий широколистими лісами, представлених кленом, грабом, дубом, липою, багато видів рослин занесені до Червоної книги Росії. Поширений також виноград. Хоча острів і має таку назву, але жодної лисиці на ньому ніколи не було. Фауна острова різко різниться від фауни материка, хоча їх і відокремлюють всього пів-кілометра. Серед птахів тут водяться орлани, голуби, сороки, баклани, соколи та мартини. Сорока блакитна знаходиться на межі вимирання. Із ссавців водяться нерпи, тюлені, бурундуки, а із плазунів — вужі та ящірки.

## Історія
Назва острова не означає наявність на ньому лисиць. Вона більш співзвучна з місцевою назвою тубільців. Перша назва — острів Облизіна, названа на честь члена екіпажа корвета «Америка», який відкрив затоку 18 червня 1859 року. В 1935 році на острові збудували підприємство — англійську концесію з вирощування мальків осетрових риб та переробки морської капусти ламінарії в йод та спирт.
З 1937 року до вересня 1945 року на острові знаходився жіночий табір політично засуджених, які займались обробкою, засолкою та відправкою риби — «Філіал рибозаводу „Тафуїн“». З 1947 року на острові працювали вільнонаймані робітники, які заснували тут невелике селище. На півночі розташовувалась зона з бараками для житла та дитячі ясла. Після 1950-их років острів став заповідним і був закритий для відвідування, його охороняв прикордонний загін. Попри близькість до міста, до 1990-их років острів відвідували одиниці. В 1994 році острів був оголошений пам'яткою природи. Того ж року та в 2002 році острів досліджували наукові експедиції.